# Jesús María Cizaurre Berdonces
Jesús María Cizaurre Berdonces OAR (ur. 6 stycznia 1952 w Valtierrze) – hiszpański duchowny rzymskokatolicki posługujący w Brazylii, w latach 2016–2024 biskup Bragança do Pará.

## Życiorys
W 1968 wstąpił do zgromadzenia augustianów rekolektów. W 1971 ukończył studia filozoficzne w seminarium zakonnym w San Sebastian, a w 1976 studiował teologię w seminarium w Granadzie.
Śluby wieczyste złożył 10 września 1972, zaś święcenia kapłańskie przyjął 26 czerwca 1976. Wkrótce potem został wysłany na misje do Brazylii. Był m.in. rektorem seminarium w Soure (1987-1990), zastępcą przeora w São Paulo (1990-1994), przeorem i proboszczem parafii w Belém (1994-1997), a także wikariuszem prowincjalnym zgromadzenia (1997-2000).

### Episkopat
23 lutego 2000 został mianowany przez papieża Jana Pawła II prałatem terytorialnym Cametá. Sakry biskupiej udzielił mu 7 maja tegoż roku bp José Luís Azcona Hermoso. 6 lutego 2013, po wyniesieniu prałatury do rangi diecezji, został jej pierwszym biskupem rezydencjalnym.
17 sierpnia 2016 papież Franciszek przeniósł go na stolicę biskupią Bragança do Pará. 15 maja 2024 tenże papież przyjął jego rezygnację z urzędu, rządy w diecezji objął dotychczasowy koadiutor, bp Raimundo Possidônio Carrera da Mata.